# Bạch Long Vĩ
Bach Long Vi (en vietnamita: Bạch Long Vĩ) es el nombre de una isla que está situada en el Golfo de Tonkin, a medio camino entre Hai Phong (Vietnam) y la isla de Hainan (China). La isla es un distrito de alta mar de la ciudad de Haiphong. La pesca constituye la mayor actividad económica en el golfo de Tonkín, y Bach long Vi es un vivero y zona de recolección de huevos de peces. Más de 50 especies de peces comerciales se pueden hallar en la zona.
En Vietnam, "Bach long Vi" significa "La Cola del Dragón Blanco". Este nombre tiene su raíz en una antigua leyenda vietnamita. Según la leyenda, cuando los vietnamitas luchaban contra los invasores chinos, los dioses enviaron una familia de dragones para ayudar a defender la tierra. Esta familia de dragones empezaron a escupir joyas y jade.
Estas joyas se convirtieron en islas e islotes que salpican el mar, que unidas entre sí formaron una gran muralla contra los invasores. La gente siguió en su tierra de forma segura y formaron lo que más tarde se convirtió en el país de Vietnam.
Históricamente, antes del siglo XX, la isla no estaba habitada, debido a la falta de recursos como el agua.
En 1887, un convenio entre China (dinastía Qing) y Francia hizo que el gobierno Qing cediera la isla a la Indochina francesa (protectorado de Annam).
En la Convención sobre el Golfo de Tonkin firmado entre el gobierno vietnamita y el gobierno chino, China reconoció la soberanía de Vietnam sobre la isla.